# Prucalopride
La prucalopride (chiamata anche procalopride e nella fase di sperimentazione R093877) il cui nome commerciale in Italia è Resolor, è una diidrobenzofurancarbossamide, la prima molecola di una nuova classe di benzofurani, dotata di attività procinetica gastrointestinale e agisce come agonista selettivo a elevata affinità del recettore 5-HT 4 e che ha come bersaglio l'alterata motilità intestinale associata a costipazione cronica.
Prucalopride è stata approvata nell'Unione europea nel 2009, e nel 2018 dalla Food and Drug Administration per l'uso negli Stati Uniti. Il farmaco inizialmente riservato alle donne in quanto la sicurezza e l'efficacia di utilizzo da parte degli uomini non era stata ancora stabilita in studi clinici controllati, dal 2017 ne viene approvato l'uso anche negli uomini adulti a seguito di nuovi studi che ne confermano l’efficacia e la sicurezza in entrambi i sessi. 

## Farmacodinamica
La prucalopride è una diidrobenzofurancarbossamide dotata di un effetto agonista selettivo ad alta affinità per il recettore della serotonina (5-HT4). L'interazione tra il farmaco e il recettore 5-HT4 stimola la motilità del colon prossimale, migliorando anche la motilità gastroduodenale e accelerando lo svuotamento gastrico. Complessivamente l'effetto del farmaco consiste in un notevole miglioramento della consistenza e della frequenza nonché della forza propulsiva della defecazione.

## Farmacocinetica
Dopo somministrazione orale di una singola dose di 2 mg la prucalopride viene rapidamente assorbita dal tratto gastrointestinale. La concentrazione plasmatica massima (Cmax) viene raggiunta entro la terza ora. La biodisponibilità del farmaco è superiore al 90% e non è influenzata dalla assunzione concomitante di cibo.
Dopo l'assorbimento il farmaco si distribuisce rapidamente nei tessuti biologici. Il volume di distribuzione all'equilibrio è pari a 567 litri. Il legame con le proteine plasmatiche raggiunge il 30%. Nell'organismo umano il farmaco viene metabolizzato solo in minima quantità e nelle feci e nelle urine sono state rinvenute quantità minime di otto diversi metaboliti. La gran parte della prucalopride viene eliminata dall'organismo immodificata, nella misura di circa il 60% della dose somministrata nelle urine. Circa il 6% viene invece eliminato nelle feci.

## Usi clinici
Il farmaco viene utilizzato per il trattamento della pseudo-ostruzione intestinale
 e nel trattamento sintomatico della costipazione cronica nei soggetti a cui anzitutto il macrogol o i lassativi non riescono a fornire adeguato sollievo.

## Effetti collaterali e avversi
Le reazioni avverse più spesso associate al trattamento con prucalopride sono la cefalea, la nausea, il dolore addominale e la diarrea. Questi sintomi sono decisamente comuni manifestandosi in circa il 20% dei pazienti che assumono il farmaco e in particolare all'inizio della terapia. La prosecuzione del trattamento in genere determina la scomparsa della sintomatologia nel giro di pochi giorni. Molto comuni anche i capogiri, vomito, dispepsia, flatulenza, borborigmi intestinali anomali e senso di affaticamento.

## Dosi terapeutiche
Il dosaggio usuale è pari a 2 mg una volta al giorno. Nei soggetti di età superiore a 65 anni si consiglia di incominciare con 1 mg una volta al giorno e solo se necessario incrementare il dosaggio fino a 2 mg una volta al giorno.

## Interazioni
La prucalopride non ha effetto inibitorio o induttore sul citocromo P-450 (CYP450). Il farmaco può determinare un aumento del 30% circa nelle concentrazioni plasmatiche dell'eritromicina durante un trattamento concomitante. Il ketoconazolo incrementa invece le concentrazioni della prucalopride.

## Controindicazioni
La prucalopride è controindicata come tutti i farmaci in caso di ipersensibilità al principio attivo o a uno qualsiasi degli eccipienti; in presenza inoltre di grave insufficienza renale, perforazione o ostruzione intestinale, ileo ostruttivo, gravi malattie infiammatorie del tratto intestinale, ad esempio malattia di Crohn, colite ulcerosa o megacolon tossico.